# هکارو بوم
هکارو بوم (به لاتین: Hkaru Bum) یک قله در میانمار است که در ایالت کاچین واقع شده‌است. هکارو بوم ۳٬۶۵۷ متر بالاتر از سطح دریا واقع شده‌است.